# Найон
У цьому корейському імені прізвище (Ім) стоїть перед особовим ім'ям.
Ім На Йон (кор. 임나연, 林娜璉, нар. 22 вересня 1995, Сеул, Південна Корея) більш відома як Найон (кор. 나연) — південнокорейська співачка та відома акторка. Одна з учасниць дівочого гурту Twice. 24 червня 2022 року випустила сольний дебютний мініальбом Im Nayeon.

## Дискографія

### Мініальбоми
| Назва     | Деталі                                                                                          | Пікові позиції у чартах | Пікові позиції у чартах | Пікові позиції у чартах | Пікові позиції у чартах | Пікові позиції у чартах | Пікові позиції у чартах | Пікові позиції у чартах | Продажі                                                         | Сертифікації        |
| Назва     | Деталі                                                                                          | KOR                     | CAN                     | FIN                     | JPN                     | JPN Hot                 | US                      | US World                | Продажі                                                         | Сертифікації        |
| --------- | ----------------------------------------------------------------------------------------------- | ----------------------- | ----------------------- | ----------------------- | ----------------------- | ----------------------- | ----------------------- | ----------------------- | --------------------------------------------------------------- | ------------------- |
| Im Nayeon | - Реліз: 24 червня 2022 - Лейбл: JYP, Republic - Формат: CD, LP, цифрове завантаження, стриминг | 1                       | 54                      | 25                      | 6                       | 19                      | 7                       | 1                       | - Південна Корея: 544,265 - Японія: 16,366 (Фіз.) - США: 52,000 | - KMCA: 2× Platinum |

### Сингли
| Назва  | Рік  | Пікові позиції у чартах | Пікові позиції у чартах | Пікові позиції у чартах | Пікові позиції у чартах | Пікові позиції у чартах | Пікові позиції у чартах | Пікові позиції у чартах | Пікові позиції у чартах | Сертифікації           | Альбом    |
| Назва  | Рік  | KOR                     | KOR Songs               | JPN Comb.               | JPN Hot                 | NZ Hot                  | SGP                     | US World                | WW                      | Сертифікації           | Альбом    |
| ------ | ---- | ----------------------- | ----------------------- | ----------------------- | ----------------------- | ----------------------- | ----------------------- | ----------------------- | ----------------------- | ---------------------- | --------- |
| «Pop!» | 2022 | 2                       | 2                       | 6                       | 5                       | 17                      | 7                       | 7                       | 30                      | - RIAJ: Platinum (Ст.) | Im Nayeon |

### Інші пісні у чартах
| Назва                                                                         | Рік  | Пікові позиції у чартах | Пікові позиції у чартах | Пікові позиції у чартах | Пікові позиції у чартах | Пікові позиції у чартах | Альбом    |
| Назва                                                                         | Рік  | KOR Down.               | HUN                     | NZ Hot                  | SGP Reg.                | US World                | Альбом    |
| ----------------------------------------------------------------------------- | ---- | ----------------------- | ----------------------- | ----------------------- | ----------------------- | ----------------------- | --------- |
| «I'll Show You» (with Sana, Jihyo, Bekuh Boom, Annika Wells as K/DA)          | 2020 | —                       | —                       | 38                      | —                       | 10                      | All Out   |
| «No Problem» (featuring Felix of Stray Kids)                                  | 2022 | 31                      | 30                      | —                       | 25                      | 10                      | Im Nayeon |
| «Love Countdown» (featuring Wonstein)                                         | 2022 | 32                      | —                       | —                       | 23                      | —                       | Im Nayeon |
| «Candyfloss»                                                                  | 2022 | 46                      | —                       | —                       | —                       | —                       | Im Nayeon |
| «All or Nothing»                                                              | 2022 | 53                      | —                       | —                       | —                       | —                       | Im Nayeon |
| «Happy Birthday to You»                                                       | 2022 | 55                      | —                       | —                       | —                       | —                       | Im Nayeon |
| «Sunset» (노을만 예쁘다)                                                      | 2022 | 52                      | —                       | —                       | —                       | —                       | Im Nayeon |
| «—» означає пісню, яка не потрапила в чарти або не була випущена в цій країні |      |                         |                         |                         |                         |                         |           |

### Гостьові появи
| Назва                                                       | Рік  | Альбом                           |
| ----------------------------------------------------------- | ---- | -------------------------------- |
| «Daring Woman» (당돌한 여자) (with Chaeyoung, Jihyo, Tzuyu) | 2015 | Two Yoo Project Sugar Man Pt. 11 |

### Авторське право
Інформація надана згідно бази даних Korea Music Copyright Association.
| Назва                           | Рік  | Виконавець | Альбом                  | Нотатки        |
| ------------------------------- | ---- | ---------- | ----------------------- | -------------- |
| «24/7»                          | 2017 | Twice      | Twicetagram             | Авторка тексту |
| «Rainbow»                       | 2019 | Twice      | Feel Special            | Авторка тексту |
| «21:29»                         | 2019 | Twice      | Feel Special            | Авторка тексту |
| «Make Me Go»                    | 2020 | Twice      | More & More             | Авторка тексту |
| «Depend on You»                 | 2020 | Twice      | Eyes Wide Open          | Авторка тексту |
| «Baby Blue Love»                | 2021 | Twice      | Taste of Love           | Авторка тексту |
| «F.I.L.A. (Fall in Love Again)» | 2021 | Twice      | Formula of Love: O+T=<3 | Авторка тексту |
| «Love Countdown»                | 2022 | Найон      | Im Nayeon               | Авторка тексту |
| «All or Nothing»                | 2022 | Найон      | Im Nayeon               | Авторка тексту |

## Фільмографія
- 2012 — Dream High 2
- 2018 — Idol Star Athletics Championships[28]